# Nikolaos van Griekenland en Denemarken

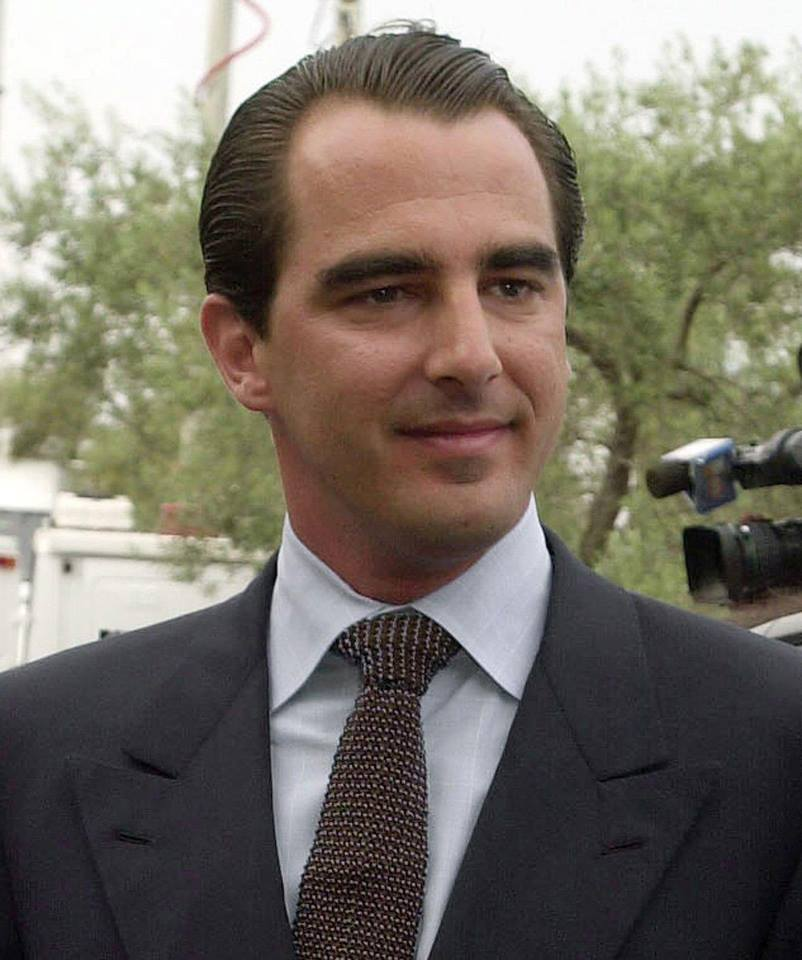
Nikolaos van Griekenland en Denemarken

Nikolaos van Griekenland en Denemarken (Grieks: Νικόλαος της Ελλάδας) (Rome, 1 oktober 1969) is de tweede zoon van Constantijn II van Griekenland en Anne Marie van Denemarken.
Nikolaos heeft gestudeerd aan Brown-universiteit en in 1993 was hij afgestudeerd. 
Prins Nikolaos was een van de groep 'European Royals' in de Slip Inn in Sydney, Australië tijdens de 2000 Summer Olympics. Hij was daar met zijn neven kroonprins Frederik en prins Joachim en prinses Märtha Louise.
Prins Nikolaos trouwde in 2010 in Spetses, Griekenland, met Tatiana Blatnik. In april 2024 kondigden ze aan te gaan scheiden.